# Mitología etrusca

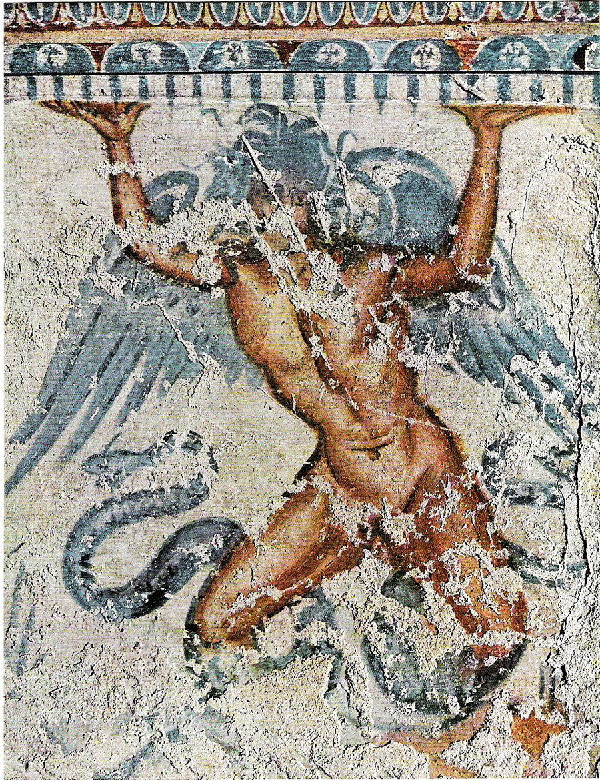
Mural etrusco del dios griego Tifón.

Los etruscos eran un pueblo de origen desconocido habitantes del centro de Italia, quienes finalmente se integraron al Imperio romano. Muchas de las deidades en la lista siguiente formaron parte, después, de la mitología romana.
Muy pocos textos etruscos han sobrevivido: sólo dos cortos e incompletos y un modesto número de inscripciones grabadas, el lenguaje etrusco como tal aún no es bien comprendido. Las obras de antiguos escritores latinos sobre religión etrusca habrían llenado los vacíos, si algunas de ellas hubiesen sobrevivido.
Cualquier discusión moderna de la mitología etrusca tendrá que basarse en la publicación de las cistae prenestinas: unas dos docenas de fascículos del Corpus Speculorum Etruscorum que ahora han aparecido. Específicamente, las figuras de culto y mitología etrusca aparecen en el Lexicon Iconographicum Mythologiae Classicae. Las inscripciones etruscas han recibido recientemente un tratamiento más serio de Helmut Rix, Etruskische Texte.
La trinidad principal incluía a Tinia,  Uni y Menrva.

## Lista de figuras de la mitología etrusca
| Nombre     | Información |
| ---------- | --- |
| Achile     | También Achle. Héroe legendario de la guerra de Troya. Equivalente del griego Aquiles. |
| Aita       | También Eita. Dios del submundo y gobernante de la muerte, igualado con el griego Hades y el romano Plutón. |
| Aivas      | También Eivas o Evas. Equivalente etrusco de los héroes griegos Áyax el Grande y Áyax el Menor. |
| Alpan      | También Apanu. Diosa del amor y una de las Lasas, y gobernante del inframundo. Posible equivalente a la diosa griega Perséfone. En el arte, era usualmente representada como una doncella alada desnuda o semidesnuda. |
| Ani        | Dios del cielo que vivía en los niveles más altos de la cúpula celestial. Estaría lingüísticamente vinculado al dios romano Jano; es notable su similitud con el sumerio An (acadio Anu), el dios del cielo y habitante de las regiones más altas de éste. Su contraparte femenina era Ana. |
| Aplu       | También Apulu. Dios del rayo y el trueno, regularmente representado en el arte con una vara y ramas de laurel. Claramente se derivó del dios griego Apolo.[cita requerida] |
| Artume     | También Aritimi, Artumes o Artames. Diosa de la noche, la luna y la muerte, así como de la naturaleza, los bosques y la fertilidad. Fue asociada con la diosa griega Artemisa. |
| Atunis     | También Atuns. Es la encarnación etrusca de la popular deidad vida-muerte-renacimiento Adonis y consorte de Turan. |
| Cautha     | También Cath o Catha. Deidad solar, hija del mismo sol. También era diosa del inicio del amanecer, y también se mostraba surgiendo del océano. |
| Cel        | También Cilens o Celens. Deidad terrestre, equivalente a la griega Gea. Representada como Ati Cel ("Padre Tierra") o Apa Cel ("Madre Tierra"). |
| Charontes  | Un tipo de demonio, posiblemente vinculado lingüísticamente a Caronte. |
| Charun     | También Karun. Demonio que torturaba el alma de los muertos en el inframundo, y era también el guardián de la entrada al inframundo. Era descrito comúnmente como un demonio azul con nariz de buitre, orejas puntiagudas, cabello rojo y alas emplumadas. Mataba a la gente con un martillo o a veces con un hacha. En alguna oportunidad fue descrito como un hombre con cabello y barba rojos. Era el equivalente etrusco del dios griego Caronte. |
| Culsans    | Dios de puertas y portales, correspondiente al dios romano de dos caras Jano. |
| Culsu      | También Cul. Un demonio femenino del inframundo que estaba asociado con las puertas. Sus atributos incluían una antorcha y tijeras. Era regularmente representada cerca de Culsans. |
| Easun      | Versión etrusca del legendario héroe griego Jasón. |
| Evan       | Dios de la inmortalidad personal y uno de los Lasas. No está relacionado con los nombres célticos y hebreos más comunes de Evan. |
| Februus    | Dios de la muerte y la purificación. También fue adorado por los romanos en el festival Februalia, que se celebraba al mismo tiempo que las Lupercales en honor a Fauno. Como resultado, se pensaba con regularidad que Fauno y Februus eran el mismo dios para los romanos. El nombre del mes de febrero fue dado en su honor por los romanos, y el dios romano de la malaria, Febris, habría derivado de Februus.                                   |
| Feronia    | Una oscura diosa rural, principalmente conocida por los varios cultos romanos que la adoraban. |
| Fufluns    | También Puphluns. Dios de las plantas, la felicidad, la salud y el crecimiento en todas las cosas. Era el hijo de Semia y fue adorado en Fufluna o Pupluna, que los romanos llamaron Populonia. Fue adoptado brevemente por los romanos, pero fue reemplazado rápidamente por otros dioses itálicos de la fertilidad. Habría sido el equivalente de Baco (Dionisios) bajo el nombre de Pacha.                                                         |
| Hercle     | También Herc o Horacle. Forma etrusca del héroe legendario conocido por los griegos como Heracles y por los romanos como Hércules, asociado con la fortaleza y el agua. La diferencia entre los nombres griegos y romanos de esta figura es el resultado de la influencia etrusca sobre los romanos. |
| Horta      | Diosa de la agricultura. |
| Laran      | Dios de la guerra. En el arte, usualmente era retratado como un hombre joven desnudo con un casco y una lanza. La esposa de Laran era la diosa del amor Turan, reflejando la relación de Ares, y Afrodita, la equivalente de Turan. |
| Lasa       | Plural Lasas. Dioses y diosas que acompañaban a Turan, diosa del amor, y servían como guardianes de las tumbas. |
| Lasa Vecu  | Diosa de la profecía, asociada con la ninfa Vegoia. |
| Leinth     | Diosa sin rostro que esperaba a las puertas del inframundo con Aita. |
| Lethans    | También Letham. Diosa protectora del inframundo. |
| Losna      | También Lusna. Deidad lunar, asociada con el océano y las mareas. Estaba relacionada probablemente con la diosa griega Leucótea. |
| Mania      | Diosa de la muerte en la mitología etrusca y romana, no debe confundirse con la diosa griega de la locura, Mania. Gobernaba al lado de Mantus y se decía era la madre de Lares, Manes, fantasmas y otros espíritus de la noche. |
| Mantus     | Dios del inframundo y esposo de Mania en las mitologías etrusca y romana. Estaban asociados con la ciudad de Mantua, que deriva su nombre de Mantus. |
| Maris      | Dios de la agricultura y fertilidad y deidad salvadora. Posteriormente fue asociado con —y probablemente la fuente del nombre— del dios romano Marte. Marte a su vez fue asociado posteriormente con el dios griego Ares, incidiendo con el tiempo en que el aspecto agrícola de Marte encogiera en proporción a su aspecto de guerrero. |
| Menrva     | También Menarva. Diosa de la sabiduría, la guerra, el arte, las escuelas y el comercio. Es la contraparte etrusca de la griega Atenea y la romana Minerva. Como Atenea, Menrva nació de la cabeza de su padre, Tinia. Menrva, Tinia y Uni eran parte de una tríada de dioses gobernantes. Menrva hallaba a los hombres desagradables. |
| Nethuns    | Dios de las fuentes, posteriormente se expandió a todos los tipos de aguas, incluido el mar. Supuestamente era el mismo que el dios griego Poseidón y el romano Neptuno. El nombre Nethuns estaría relacionado con el del dios celta Nechtan y el dios persa y védico que comparte el nombre Apam Napat. |
| Nortia     | Diosa del destino y la suerte. Su atributo era un clavo colocado en una pared de su templo durante un rito de fertilidad del año nuevo etrusco. |
| Persipnei  | También Ferspnai. Reina del inframundo, equivalente a la griega Perséfone y a la romana Proserpina. De nuevo, la diferencia entre los nombres de estas dos diosas es en parte resultado de la influencia etrusca. |
| Satres     | Dios del tiempo y la necesidad. Descrito como un viejo que lleva una hoz y un reloj de arena. Equivalente al dios romano Saturno y al dios griego Cronos. |
| Selvans    | También Selva. Dios de los bosques relacionado con el dios romano Silvano y asociado con el griego Sileno. |
| Semia      | Diosa de la Tierra y madre de Fufluns. Posiblemente relacionada con la diosa griega Sémele. |
| Sethlans   | También Velchans. Dios del fuego y la forja, regulamente portaba un hacha. Equivalente al griego Hefesto y el romano Vulcano. |
| Tages      | También Tarchies. Dios de la sabiduría. Comúnmente aparecía en tiempos de arado y enseñó a los etruscos la adivinación. Es el hijo o el nieto de Júpiter, o nació directamente de un lote recién arado. Era descrito con dos serpientes como piernas y algunas fuentes afirmaban que era un demonio |
| Taitle     | Es la forma etrusca de la figura mitológica griega Dédalo. |
| Tarchon    | Un héreo etrusco que, con su hermano, Tyrrhenus, fundó la federación etrusca de 12 ciudades. |
| Tecum      | Dios de los lucomenes, o clase gobernante. |
| Thalna     | Diosa del alumbramiento y esposa de Tinia. Era descrita en arte como una mujer joven. |
| Thesan     | Diosa del amanecer asociada con la generación de vida. Estaba identificada con la romana Aurora y la griega Eos. |
| Thethlumth | Dios del destino y el inframundo. |
| Thufltha   | O Thuflthas. Una erinia, que infligía el castigo en nombre de Tinia. |
| Tinia      | Acortado a Tins. Jefe de los dioses etruscos, gobernante de los cielos, esposo de Uni, y padre de Hercle. Asociado con el griego Zeus y el romano Júpiter. (Tyn es una de las formas del teónimo germánico Tyr, dios del cielo.) |
| Tiv        | O Tivr. Deidad lunar, posiblemente relacionada al germánico Tyr / Tivar. |
| Tluscva    | La pareja de deidades terrestres Tellus y Tellumo. |
| Tuchulcha  | Demonio femenino del inframundo. Era parte humana y parte burro y tenía el cabello de serpientes y pico de buitre. |
| Turan      | Diosa del amor y la vitalidad, patrona de la ciudad etrusca de Vulci. Usualmente se la represetaba como una muchacha alada en las obras de arte. Las palomas y los cisnes negros eran sus animales sagrados, y su séquito se llamaba las Lasas. También era la esposa de Maris. Se asociaba con la griega Afrodita y la romana Venus. |
| Turms      | Dios del comercio y la mercancía, y mensajero de los dioses. Uno de sus aspectos, el Turns Aitas, era el líder de los muertos. Comúnmente se lo representaba con zapatos alados y capelo, casi idéntico al de Hermes y Mercurio. |
| Tvath      | Diosa de la resurrección y el amor por los muertos, relacionada con la griega Deméter. |
| Tyrrhenus  | Héroe de la cultura etrusca y gemelo de Tarchon. |
| Uni        | Diosa suprema de la mitología etrusca, esposa de Tinia, madre de Hercle y patrona de Perugia. Con Tinia y Menrva, era miembro de la tríada gobernante de las deidades etruscas. Uni era el equivalente a la romana Juno, cuyo nombre habría derivado de Uni, y la griega Hera. |
| Usil       | Dios del sol. |
| Vanth      | Diablesa del inframundo con alas con ojos. Era la omnisciente heralda de la muerte, asistía a las personas agonizantes en sus lechos de muerte e invocaba a los demonios buenos. En tiempos posteriores, representaba a la justicia. En el arte, era representada con serpientes, antorchas y llaves, y llevando los pechos desnudos. |
| Veive      | Dios de la venganza y asociado a Maris. En el arte, era representado como un joven que sostenía una corona de laurel y algunas flechas, parado al lado de una cabra. |
| Veltha     | También Voltumna. Dios ctónico (perteneciente a la tierra) del mito etrusco, quien posteriormente se convirtió en el supremo dios etrusco. Era el patrón de la raza de la civilización etrusca. Su culto estaba centrado en Volsini. Era el equivalente a la deidad estacional romana de Vertumnus. |
| Vetis      | Dios del inframundo, de la muerte y la destrucción. |
| Vicare     | Hijo de Taitle, derivado de la figura mitológica griega Ícaro. |